# Windom (Texas)
Windom város az USA Texas államában, Fannin megyében. Lakosainak száma 189 fő (2020. április 1.).

## Népesség
A település népességének változása:
| Lakosok száma | 245  | 199  | 189  |
|               | 2000 | 2010 | 2020 |